# Novella
Novella (en cors Nuvella) és un municipi cors, situat a la regió de Còrsega, al departament del'Alta Còrsega. L'any 2004 tenia 74 habitants.

## Demografia
| 1962 | 1968 | 1975 | 1982 | 1990 | 1999 | 2004 |
| ---- | ---- | ---- | ---- | ---- | ---- | ---- |
| 58   | 121  | 110  | 97   | 55   | 68   | 74   |

## Administració
| Període | Identitat       | Partit | Qualitat |  |
| ------- | --------------- | ------ | -------- |  |
| 2001-   | Paul Patriarche | UMP    |          |  |